# Hemerocallis × exilis
Hemerocallis × exilis là một loài thực vật có hoa lai ghép trong họ Xanthorrhoeaceae. Loài này được Satake mô tả khoa học đầu tiên năm 1936.